# Manuel José Murtinho
Manuel José Murtinho (Cuiabá, 15 de dezembro de 1847 — Rio de Janeiro, 22 de abril de 1917) foi magistrado e político brasileiro.

## Biografia
Era o segundo dos nove filhos do doutor José Antônio Murtinho e de Rosa Joaquina Pinheiro. Eram seus irmãos, dentre outros, os ex-senadores José Antônio Murtinho Júnior e Joaquim Duarte Murtinho. Através do irmão José, teve parentesco com personalidades brasileiras de outras esferas: a sobrinha Magdalena do Amaral Murtinha, filha desse José, foi mãe de Nilo Murtinho Braga, concebendo no casamento com Emmanuel Gomes Braga também Fernando e Frederico. Esses três sobrinhos-netos de Manuel José chegaram a jogar juntos no Botafogo em 1919. Frederico veio a ser pai da atriz Rosamaria Murtinho, ao passo que Nilo ainda mantém no século XXI a mais alta média de gols do Botafogo, participando da Copa do Mundo FIFA de 1930. Fernando, por sua vez, teve longa carreira no Itamaraty, trabalhando em diversas representações diplomáticas brasileiras em diferentes continentes.
Mudando-se para o Rio de Janeiro, fez os estudos preparatórios nos afamados colégios Kopke e São Pedro de Alcântara. Seguiu então para São Paulo, onde se matriculou na Faculdade de Direito da mesma cidade, bacharelando-se em 30 de outubro de 1869.
Ingressou na magistratura em 1871, ao ser nomeado juiz municipal e de órfãos do termo de Poconé, passando em seguida para o de Cáceres, cargo a que foi reconduzido em decreto de 13 de novembro de 1875.
Candidatou-se ao cargo de juiz de direito daquela cidade, que se encontrava vago, e foi nomeado para o mesmo em 9 de março de 1878, aí permanecendo por doze anos, até ser removido para a comarca de Cuiabá, por dec. de 14 de junho de 1890.
Já no regime republicano, em 31 de janeiro de 1891, foi nomeado juiz seccional no estado do Mato Grosso, sendo exonerado em 30 de setembro de 1893.
Em 18 de janeiro de 1897, foi nomeado ministro do Supremo Tribunal Federal, preenchendo a vaga ocorrida com o falecimento de Antônio de Sousa Martins, sendo empossado cinco dias depois. Viria a ser vice-presidente da suprema corte por ocasião da aposentadoria concedida a Antônio Augusto Ribeiro de Almeida, em 30 de setembro de 1913.
Filiado ao Partido Liberal, foi nomeado, no governo do Visconde de Ouro Preto, primeiro vice-presidente de sua província natal, em decreto de 8 de junho de 1889.
Proclamada a República, foi nomeado, em dec. de 5 de fevereiro de 1890, primeiro vice-presidente do Estado de Mato Grosso, sendo eleito seu presidente em 15 de agosto de 1891, tomando posse no dia seguinte. No exercício deste cargo, coube-lhe dirigir toda organização política do estado que administrou. Deixou em 1 de fevereiro de 1892, o governo, que reassumiu em 20 de julho seguinte.
Faleceu na cidade do Rio de Janeiro, sendo seu corpo sepultado no Cemitério São João Batista. Era casado com Francelina Guedes Murtinho, deixando grande descendência.